# 卡佩拉-杜阿尔图阿莱格里
卡佩拉-杜阿尔图阿莱格里是巴西巴伊亚州的一个市镇。总面积655.805平方公里，总人口11593人，人口密度17.7人/平方公里。